# Exit (Tangerine Dream)
Exit es el undécimo álbum de estudio del grupo alemán de música electrónica Tangerine Dream. Publicado por Virgin Records en 1981 es uno de los álbumes más populares de la denominada «Virgin Years» y se ha reeditado, con modificaciones en el arte final originalmente creado por Monique Froese, en numerosas ocasiones.
Según la crítica de Dave Connolly para AllMusic supone "un álbum de transición entre los sonidos excesivos del pasado y el camino hacia un sonido más conciso y con temas más positivos".

## Producción
El disco, grabado entre junio y julio de 1981 en Berlín, contiene 6 temas producidos con el mejor equipamiento electrónico de aquel entonces como, por ejemplo, el sampler Fairlight. A diferencia de álbumes previos no se utilizó instrumentación acústica y tampoco existió la figura del ingeniero de sonido ya que  Edgar Froese, Christopher Franke y Johannes Schmoelling realizaron todas las labores de grabación y producción en el estudio.

"Una canción de este álbum, «Kiew Mission», se siente distinta al resto. Estábamos utilizando algunos instrumentos nuevos, y todavía me suena muy moderno."
Edgar Froese (1986) 

En el tema «Kiew Mission» se puede oír la voz de una actriz rusa recitando palabras acerca de la paz mundial y la comunicación ya que la posibilidad de una Tercera Guerra Mundial era un tema recurrente por entonces en Europa. Tras la edición del álbum el grupo decidió enviar centenares de copias del mismo a autoridades políticas, artistas y población general de Rusia. Posteriormente, el 29 de agosto de 1981, ofrecieron un concierto ante aproximadamente 100.000 personas en la Plaza de la República ante el Reichtag de Berlín Oeste.

"La alocución está dirigida a la gente de Rusia. Es un mensaje muy espiritual que esperamos alivie la situación aquí. Si estás en Europa ahora mismo verás que todo el mundo está hablando hablan sobre una Tercera Guerra Mundial. Como músicos podemos emplear nuestra música desde una perspectiva positiva y esperar que nuestro mensaje cale."
Edgar Froese 

El álbum alcanzó el puesto 43 en las listas de ventas británicas permaneciendo durante 5 semanas en las mismas.

## Lista de temas
| N.º   | Título                      | Escritor(es)                                         | Duración |  |
| 1.    | «Kiew Mission»              | Edgar Froese Christopher Franke Johannes Schmoelling | 9:18     |  |
| 2.    | «Pilots Of Purple Twilight» | Edgar Froese Christopher Franke Johannes Schmoelling | 4:19     |  |
| 3.    | «Choronzon»                 | Edgar Froese Christopher Franke Johannes Schmoelling | 4:07     |  |
| 4.    | «Exit»                      | Edgar Froese Christopher Franke Johannes Schmoelling | 5:33     |  |
| 5.    | «Network 23»                | Edgar Froese Christopher Franke Johannes Schmoelling | 4:55     |  |
| 6.    | «Remote Viewing»            | Edgar Froese Christopher Franke Johannes Schmoelling | 8:20     |  |
| 36:32 |                             |                                                      |          |  |

## Personal
- Edgar Froese - instrumentación electrónica y producción
- Christopher Franke - instrumentación electrónica y producción
- Johannes Schmoelling - instrumentación electrónica y producción
- Monique Froese - fotografía y diseño gráfico

## Equipo
- Sequential Circuits Prophet-5
- TR-808 Rhythm Composer
- ARP Odyssey
- Oberheim OB-X
- ARP Pro/DGX
- Minimoog
- Elka String Synth
- Synclavier
- PPG Wave 2